# Tharrawaddy (König)

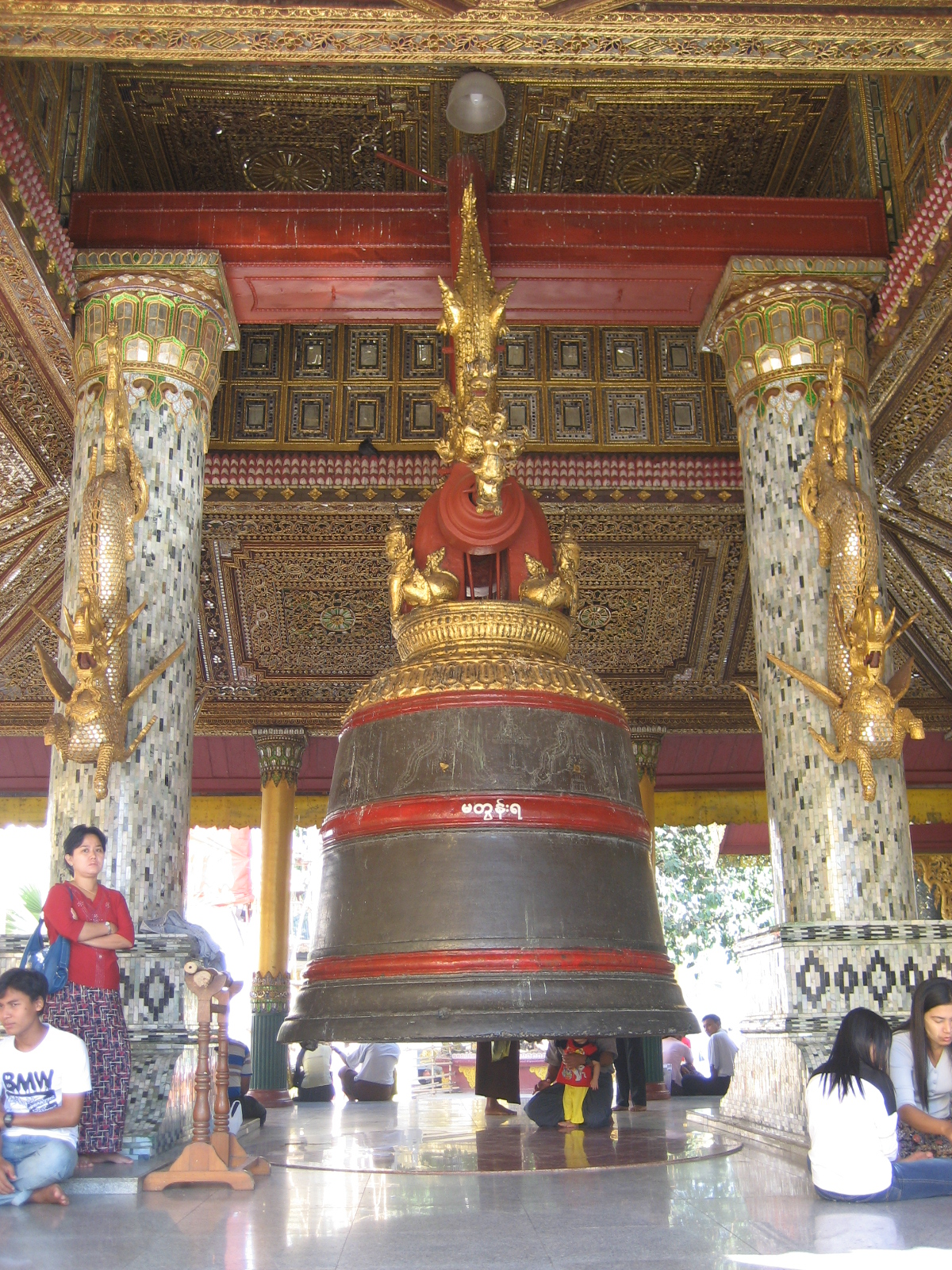
Die Maha Tissada Gandha-Glocke, gestiftet von König Tharrawaddy Min im Jahr 1841, Shwedagon-Pagode, Yangon, Myanmar.

König Tharrawaddy (Birmanisch သာယာဝတီမင္‌း; * 1786; † 1846) war Herrscher von Birma und gehörte der Konbaung-Dynastie an.

## Leben
Tharrawaddy wurde der 8. König der Konbaung-Dynastie, indem er seinen Bruder Bagyidaw (1819–1837) ersetzte, der den nach birmanischer Ansicht entwürdigenden Vertrag von Yandaboo unterzeichnet hatte, der die Provinzen Arakan und Tenasserim freigab. Tharrawaddy wies dieses Abkommen nach seiner Thronbesteigung umgehend zurück und lehnte auch weitere Verhandlungen darüber mit den zuständigen Behörden in Indien ab. Tharrawaddy wollte dagegen direkt mit Vertretern des Vereinigten Königreiches verhandeln. Der britische Regierungsvertreter in der Hauptstadt Amarapura, seinerzeit zuständig für Birma, wurde im Juni 1837 zur Abreise gezwungen. Tharrawaddy wehrte sich dagegen, 1838 mit dessen Nachfolger zu sprechen, da dieser wiederum nur ein Repräsentant des indischen Generalgouverneurs war. 1840 zog die britische Regierung ihre Gesandten zurück und setzte die diplomatischen Beziehungen für ein Jahrzehnt aus.
1841 beschwor Tharrawaddy beinahe einen Krieg mit den Engländern herauf, als er eine Pilgerreise zur Shwedagon-Pagode unternahm und sich dabei von einem großen Truppenkontingent begleiten ließ. Die Briten interpretierten dies als kriegerischen Akt und hielten sich nur wegen ihrer Operationen in Afghanistan zurück.
Nach 1841 stellte man bei Tharrawaddy mehr und mehr geistige Störungen fest, so dass sein Sohn Pagan Min ihm 1846 auf den Thron folgte.
| Personendaten    | Personendaten       |
| ---------------- | ------------------- |
| NAME             | Tharrawaddy         |
| KURZBESCHREIBUNG | Herrscher von Birma |
| GEBURTSDATUM     | 1786                |
| STERBEDATUM      | 1846                |